# Giải bóng đá Ngoại hạng Anh 2013–14
Giải bóng đá ngoại hạng Anh 2013–14 là mùa thứ 22 giải bóng đá cao nhất nước Anh được tổ chức kể khi đổi tên thành giải Ngoại hạng kể từ năm 1992. Lịch thi đấu mùa giải được công bố vào ngày 19 tháng 6 năm 2013. Mùa giải bắt đầu từ ngày 17 tháng 8 năm 2013 và kết thúc vào ngày 11 tháng 5 năm 2014.
Vào ngày cuối cùng của mùa giải, Manchester City giành chức vô địch với chiến thắng 2–0 trước West Ham United, giành tổng cộng 86 điểm. Liverpool có cơ hội vô địch khi giải đấu chỉ còn hai tuần nữa là kết thúc, tuy nhiên một trận thua và một trận hòa trong ba trận đấu cuối cùng, cộng thêm việc Manchester City thắng cả năm trận đấu cuối, khiến cho họ chỉ về đích thứ nhì với 84 điểm. Chelsea về thứ ba  trong khi Arsenal, đội dẫn đầu trong một thời gian dài, đứng thứ tư. Manchester United có một mùa giải thất vọng khi không thể bảo vệ chức vô địch và đứng thứ bảy chung cuộc. Norwich City, Fulham, và Cardiff City là các đội xuống chơi tại Football League Championship.
Luis Suárez của Liverpool là vua phá lưới với 31 bàn, đồng thời là Cầu thủ xuất sắc nhất giải. Thủ môn Wojciech Szczęsny của Arsenal và Petr Čech của Chelsea cùng giữ sạch lưới 16 trận, nhiều nhất tại giải. Tony Pulis của Crystal Palace là Huấn luyện viên xuất sắc nhất.

## Đội bóng
Có tổng cộng 20 đội bóng sẽ thi đấu,trong đó có 17 đội từ mùa giải 2012–13 và 3 đội từ Giải bóng đá Hạng nhất Anh.
3 đội lên hạng sẽ thay cho 3 đội xuống hạng là Queens Park Rangers, Reading và Wigan Athletic.

### Sân vận động và vị trí
Ghi chú: Xếp theo thứ tự bảng chữ cái.
| Đội                  | Sân vận động               | Sức chứa |
| -------------------- | -------------------------- | -------- |
| Arsenal              | Emirates                   | 60,339   |
| Aston Villa          | Villa Park                 | 42,682   |
| Cardiff City         | Sân vận động Thiên niên kỷ | 26,896   |
| Chelsea              | Stamford Bridge            | 41,798   |
| Crystal Palace       | Selhurst Park              | 26,255   |
| Everton              | Goodison Park              | 39,571   |
| Fulham               | Craven Cottage             | 25,700   |
| Hull City            | Sân vận động KC            | 25,400   |
| Liverpool            | Anfield                    | 45,276   |
| Manchester City      | Etihad                     | 47,405   |
| Manchester United    | Old Trafford               | 75,731   |
| Newcastle United     | St James' Park             | 52,405   |
| Norwich City         | Carrow Road                | 27,244   |
| Southampton          | Sân vận động St Mary       | 32,589   |
| Stoke City           | Sân vận động Britannia     | 27,740   |
| Sunderland           | Sân vận động Ánh sáng      | 48,707   |
| Swansea City         | Sân vận động Liberty       | 20,750   |
| Tottenham Hotspur    | White Hart Lane            | 36,284   |
| West Bromwich Albion | The Hawthorns              | 26,445   |
| West Ham United      | Boleyn Ground              | 35,016   |

### Huấn luyện viên và nhà tài trợ áo đấu
| Đội                  | Huấn luyện viên1    | Đội trưởng         | Thiết kế áo đấu | Tài trợ áo đấu     |
| -------------------- | ------------------- | ------------------ | --------------- | ------------------ |
| Arsenal              | Arsène Wenger       | Thomas Vermaelen   | Nike            | Emirates           |
| Aston Villa          | Paul Lambert        | Ron Vlaar          | Macron          | dafabet            |
| Cardiff City         | Malky Mackay        | Mark Hudson        | Puma            | Malaysia           |
| Chelsea              | José Mourinho       | John Terry         | adidas          | Samsung            |
| Crystal Palace       | Ian Holloway        | Paddy McCarthy     | Avec            | GAC Logistics      |
| Everton              | Roberto Martínez    | Phil Jagielka      | Nike            | Chang              |
| Fulham               | Martin Jol          | Brede Hangeland    | adidas          | Marathonbet        |
| Hull City            | Steve Bruce         | Robert Koren       | adidas          | Cash Converters    |
| Liverpool            | Brendan Rodgers     | Steven Gerrard     | Warrior         | Standard Chartered |
| Manchester City      | Manuel Pellegrini   | Vincent Kompany    | Nike            | Etihad Airways     |
| Manchester United    | David Moyes         | Nemanja Vidić      | Nike            | Aon                |
| Newcastle United     | Alan Pardew         | Fabricio Coloccini | Puma            | Wonga              |
| Norwich City         | Chris Hughton       | Russell Martin     | Erreà           | Aviva              |
| Southampton          | Mauricio Pochettino | Adam Lallana       | adidas          | aap3               |
| Stoke City           | Mark Hughes         | Ryan Shawcross     | adidas          | Bet365             |
| Sunderland           | Paolo Di Canio      | John O'Shea        | adidas          | BFS Group          |
| Swansea City         | Michael Laudrup     | Ashley Williams    | adidas          | GWFX               |
| Tottenham Hotspur    | André Villas-Boas   | Michael Dawson     | Under Armour    | HP                 |
| West Bromwich Albion | Steve Clarke        | Chris Brunt        | adidas          | Zoopla             |
| West Ham United      | Sam Allardyce       | Kevin Nolan        | adidas          | Alpari             |

## Bảng xếp hạng
| VT | Đội                  | ST | T  | H  | B  | BT  | BB | HS  | Đ  | Giành quyền tham dự hoặc xuống hạng           |
| -- | -------------------- | -- | -- | -- | -- | --- | -- | --- | -- | --------------------------------------------- |
| 1  | Manchester City (C)  | 38 | 27 | 5  | 6  | 102 | 37 | +65 | 86 | Giành quyền dự Vòng bảng Champions League     |
| 2  | Liverpool            | 38 | 26 | 6  | 6  | 101 | 50 | +51 | 84 | Giành quyền dự Vòng bảng Champions League     |
| 3  | Chelsea              | 38 | 25 | 7  | 6  | 71  | 27 | +44 | 82 | Giành quyền dự Vòng bảng Champions League     |
| 4  | Arsenal              | 38 | 24 | 7  | 7  | 68  | 41 | +27 | 79 | Giành quyền dự Vòng play-off Champions League |
| 5  | Everton              | 38 | 21 | 9  | 8  | 61  | 39 | +22 | 72 | Giành quyền dự Vòng bảng Europa League        |
| 6  | Tottenham Hotspur    | 38 | 21 | 6  | 11 | 55  | 51 | +4  | 69 | Giành quyền dự Vòng play-off Europa League    |
| 7  | Manchester United    | 38 | 19 | 7  | 12 | 64  | 43 | +21 | 64 |                                               |
| 8  | Southampton          | 38 | 15 | 11 | 12 | 54  | 46 | +8  | 56 |                                               |
| 9  | Stoke City           | 38 | 13 | 11 | 14 | 45  | 52 | −7  | 50 |                                               |
| 10 | Newcastle United     | 38 | 15 | 4  | 19 | 43  | 59 | −16 | 49 |                                               |
| 11 | Crystal Palace       | 38 | 13 | 6  | 19 | 33  | 48 | −15 | 45 |                                               |
| 12 | Swansea City         | 38 | 11 | 9  | 18 | 54  | 54 | 0   | 42 |                                               |
| 13 | West Ham United      | 38 | 11 | 7  | 20 | 40  | 51 | −11 | 40 |                                               |
| 14 | Sunderland           | 38 | 10 | 8  | 20 | 41  | 60 | −19 | 38 |                                               |
| 15 | Aston Villa          | 38 | 10 | 8  | 20 | 39  | 61 | −22 | 38 |                                               |
| 16 | Hull City            | 38 | 10 | 7  | 21 | 38  | 53 | −15 | 37 | Giành quyền dự Vòng loại thứ ba Europa League |
| 17 | West Bromwich Albion | 38 | 7  | 15 | 16 | 43  | 59 | −16 | 36 |                                               |
| 18 | Norwich City (R)     | 38 | 8  | 9  | 21 | 28  | 62 | −34 | 33 | Xuống chơi ở Championship                     |
| 19 | Fulham (R)           | 38 | 9  | 5  | 24 | 40  | 85 | −45 | 32 | Xuống chơi ở Championship                     |
| 20 | Cardiff City (R)     | 38 | 7  | 9  | 22 | 32  | 74 | −42 | 30 | Xuống chơi ở Championship                     |

1. ↑  Vì đội vô địch Cúp Liên đoàn bóng đá Anh 2013-14 (Manchester City) dự Champions League, suất chơi tại Vòng play-off Europa League được trao cho đội thứ 6.
2. ↑  Hull City lọt vào Vòng loại thứ ba Europa League với tư cách á quâ Cúp FA 2013-14 vì đội vô địch (Arsenal) dự Champions League.